# Антоновичська балка
Антоновичська балка — ботанічний заказник місцевого значення. Об'єкт розташований на території Знам'янського району Кіровоградської області, поблизу с. Трепівка.
Площа — 24,5 га, статус отриманий у 2004 році.